# Violväxter
Violväxter (Violaceae) är en växtfamilj med 21 släkten och omkring 800 arter. De allra flesta är örter, buskar eller lianer. Violväxterna finns över hela världen och i nästan alla klimat. I Sverige finns endast arter i violsläktet (Viola) vildväxande.
Blommorna är aktinomorfa eller zygomorfa, femtaliga och tvåkönade. Fodret är oftast kvarsittande. I de zygomorfa blommorna är det nedersta kronbladet försett med en honungsförande sporre. Ståndarna har mycket korta strängar och knapparna är tätt sammanslutna kring stiftet. Knappbandet är vanligtvis utdraget till ett fjällikt eller hinnaktigt bihang ovanför knappen. Frukten är oftast en trevalvlig, enrummig kapsel, som har de många fröna fästa längs mitten av valveln.
I äldre klassificeringssystem, såsom Cronquistsystemet, placerades violväxterna i en egen ordning, Violales. Nyare system, som baserar klassificeringen på DNA-analyser, anger dock att violväxterna ska ingå i Malpighiales.